# Luigi Di Liegro
Don Luigi Di Liegro (Gaeta, 16 ottobre 1928 – Milano, 12 ottobre 1997) è stato un presbitero e attivista italiano.
Fondò la Caritas diocesana di Roma e ne fu direttore dal 1980, oltre che Delegato Regionale Caritas per il Lazio.

## Il pensiero
A Di Liegro si devono i primi incontri tra associazioni con finalità simili tra cui la Comunità di Capodarco, l'Esercito della salvezza, la Comunità di Sant'Egidio, le Missionarie della carità di Madre Teresa di Calcutta e l'idea di creare una rete per combattere insieme l'emergenza sociale.
Il suo pensiero era quello di ricostruire il tessuto sociale ed analizzarlo "per capire dove aveva fallito" e cercare di operare lì. Bisogna aiutare una persona prima che diventi "senzatetto"; dopo è già un fallimento per la comunità; significa che si è rotta la rete di solidarietà, ed è lì che deve subentrare la carità. Una persona non diventa senzatetto così per caso, ci sono delle cause psicosociali e ambientali, ed è lì che bisogna operare. Spesso questo suo modo di operare si scontrava con i metodi tecnici ed aridi delle teorie psicosociali il cui primo atteggiamento riteneva essere quello di "allontanare il disadattato dall'ambiente e metterlo in mano alle strutture pubbliche": il "danno enorme", secondo la sua opinione, era proprio questo (soprattutto nel periodo della legge 180 che chiudeva i manicomi): le strutture sociali non c'erano e quelle che c'erano non erano pronte per assorbire la tipologia d'utenza.
Morì stroncato da un infarto il 12 ottobre del 1997, 4 giorni  prima di compiere 69 anni, presso l'ospedale San Raffaele di Milano dove era stato ricoverato per dei controlli in seguito ad alcuni disturbi cardiaci accusati nei mesi precedenti.

## Opere
Nonostante Di Liegro fosse contrario all'apertura di mense, perché ogni mensa sociale che si apriva, diceva, significa una sconfitta della società benestante e capitalista, riuscì a coinvolgere il comune di Roma a prendersi carico del fenomeno del barbonismo, creando anche dei servizi sociali di pronto intervento come lo SPIS notturno o i centri di ascolto diurni.
Sotto la sua direzione nacque la Caritas diocesana di Roma e furono realizzate diverse strutture per far fronte al disagio sociale, tra cui:
- ostello alla Stazione Termini per i senza fissa dimora
- Fidene, casa famiglia per i senzatetto
- Centro di ascolto
- Casa Ponte casilino
- Mensa a Colle Oppio (intitolata a Giovanni Paolo II)
- mensa a Via Marsala  (Stazione Termini Roma), l'"Ostello don Luigi Di Liegro".
- mensa ad Ostia (Roma)
- mensa a Primavalle (Roma)
- servizio legale
- scuole di italiano per stranieri
- Villa Glori (Roma) centro di accoglienza per i sieropositivi
- la Fondazione Salus Populi Romani

## Onorificenze
Nel 1998 gli è stato conferito il Premio Nazionale Cultura della Pace alla memoria.